# Experimental Pop Band
Die Experimental Pop Band ist eine britische Musikformation aus Bristol um den Singer-Songwriter Davey Woodward und ging 1995 aus The Brilliant Corners hervor, zwei Jahre nach deren Auflösung.

## Mitglieder
Die Band besteht aus Davey Woodward (Gesang und Gitarre), Joe Rooney (Synthesizer), Keith Bailey (Schlagzeug) und Phil Wilmott (Bass), der den 1998 an Krebs verstorbenen Christopher Galvin ablöste.

## Bandgeschichte
Nach ihren Erfahrungen bei The Brilliant Corners (1984–1993) gründeten Davey Woodward und Chris Galvin die Band 1995 zunächst unter dem Namen „South West Experimental Pop Band“ als reines Studio-Projekt. Als sie für ihre ersten Singles dann weitere Musiker gewinnen konnten, entwickelte die Band bald ihr Eigenleben und unternahm erste Gigs. Wie der programmatische Bandname andeutet, spielen sie ein Crossover aus verschiedenen Stilrichtungen (Trip-Hop, Alternative Rock, Britpop, Electronica, Funk) und nehmen dabei für sich in Anspruch, den iPod insofern vorweggenommen zu haben, als auf ihren Alben kein Track dem andern gleicht und von unterschiedlichsten Bands eingespielt zu sein scheint.
Ihr erstes Album Discgrotesque entstand 1997 bei dem Label Swarfinger und erschien in Deutschland auf Bungalow Records. Mit 40 Greatest Hits landeten sie 1998 einen Hit in der Indie-Szene, während ihnen ein größerer kommerzieller Durchbruch bislang verwehrt blieb. Die Entstehung und Veröffentlichung ihres zweiten Albums Homesick (1999 bei City Slang Records) wurde von Chris Galvins Tod am 22. Dezember 1998 überschattet. Mit Mark Barber am Bass tourten sie durch Europa und nahmen das 2001 von John Parish produzierte dritte Album (The Tracksuit Trilogy) auf. 2004 erschien nach einer längeren Pause Tarmac and Flames mit dem neuen Bassisten Phil Wilmott auf Cooking Vinyl, ebenso von John Parish produziert.
Am 8. Juni 2007 ist bei Triumphant Sound Records ihr fünftes Album Tinsel Stars erschienen, aus dem die Single Can You Explain This? ausgekoppelt wurde.

## Diskografie

### Alben
- 1997: Discgrotesque
- 1999: Homesick
- 2001: The Tracksuit Trilogy
- 2004: Tarmac and Flames
- 2007: Tinsel Stars (offizielles Erscheinungsdatum: 8. Juni)

### EPs (unvollständig)
- Woof
- Hard Enough
- Frozen Head

### Singles (unvollständig)
- 1998: 40 Greatest Hits
- James Remains
- Boutique In My Backyard
- Punk Rock Classic
- Bang Bang You're Dead
- The Hippies Don’t Know
- 2004: 1000 Screaming Girls
- 2004: Gothenburg
- 2007: Can You Explain This?